# WWF Verdensnaturfonden
WWF Verdensnaturfonden er en organisation, der arbejder for at bevare natur og miljø.
WWF arbejder for at bevare de truede dyrearter og for, at der er nok ressourcer til de kommende generationer i alle lande på kloden. WWF’s tre hovedindsatser vedrører at bevare naturens mangfoldighed, at sikre en bæredygtig udnyttelse af naturens ressourcer samt at bekæmpe forurening og unødig forbrug af energi og ressourcer.

## Historie

### Globalt
WWF Verdensnaturfonden (på engelsk: World Wildlife Fund eller World Wide Fund for Nature) blev grundlagt i september 1961 i den schweiziske by Morges.
Den omfattende ødelæggelse af naturen i Afrika, inspirerede den britiske biolog Sir Julian Huxley til at oprette organisationen.

### Danmark
Den danske afdeling, WWF Verdensnaturfonden, blev oprettet den 15. maj 1972. under navnet WWF Verdensnaturfonden. Det skete under et møde organiseret af prins Henrik på Fredensborg Slot.
Verdensnaturfonten Danmark arbejder primært i Danmark, Grønland og Arktis, Østafrika, samt Mekong (Sydøstasien).

## Ledelse
Præsidenten for Verdensnaturfonden Danmark er Kronprinsesse Mary.
Bestyrelsen varetager den daglige ledelse, hvor formanden er Mads Kann-Rasmussen.
Generalsekretær
| Årstal              | Generalsekretær                                    |
| ------------------- | -------------------------------------------------- |
| 1/9 2008 - 1/8 2016 | Gitte Seeberg                                      |
| 1/8 2016 - 1/3 2017 | Peter Bonne Eriksen, konstitueret generalsekretær. |
| 1/3 2017 -          | Bo Øksnebjerg                                      |